# Hypogammaglobulinemie

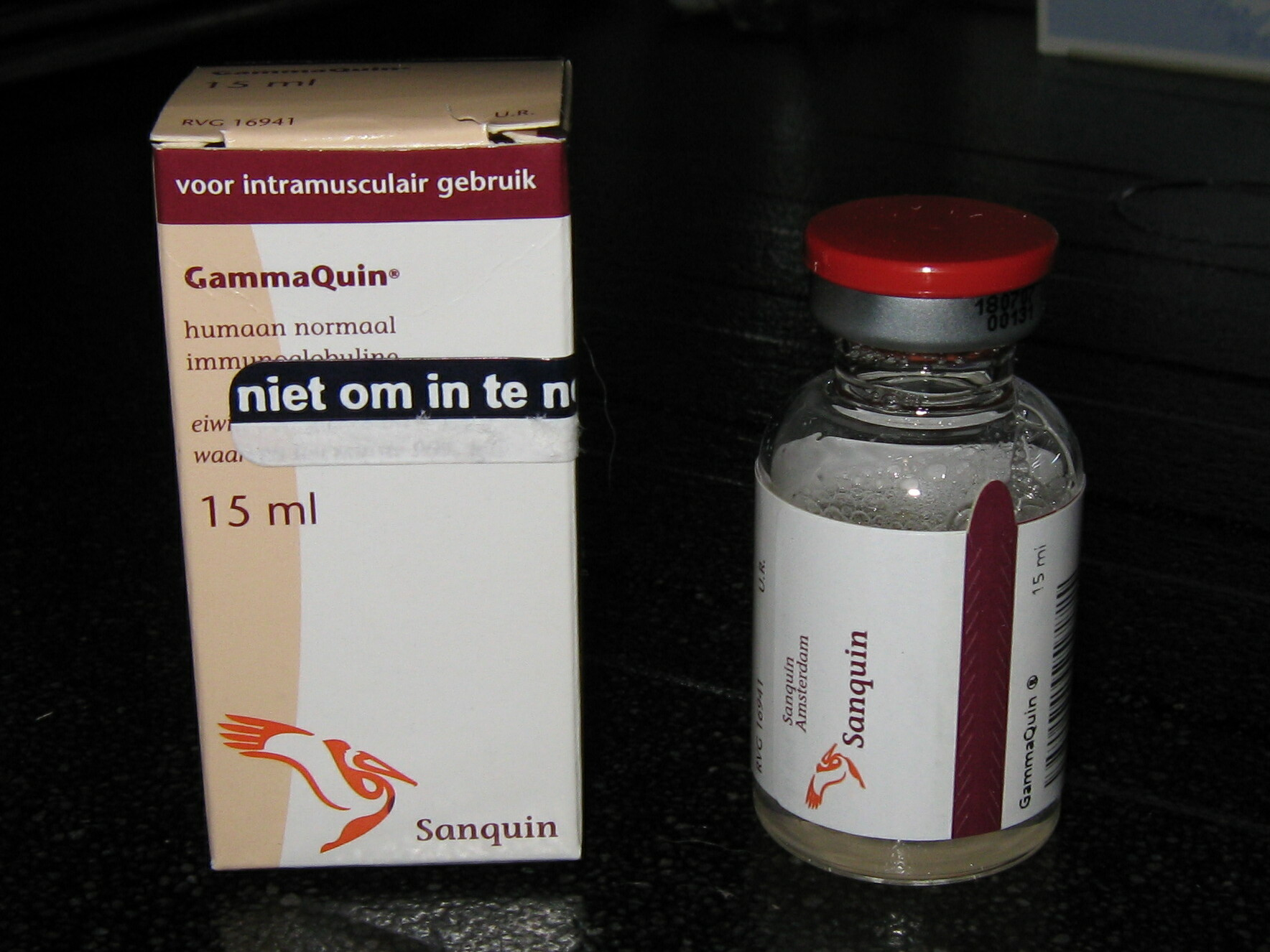
Gammaquin, Immunoglobulinen voor intramusculaire toediening

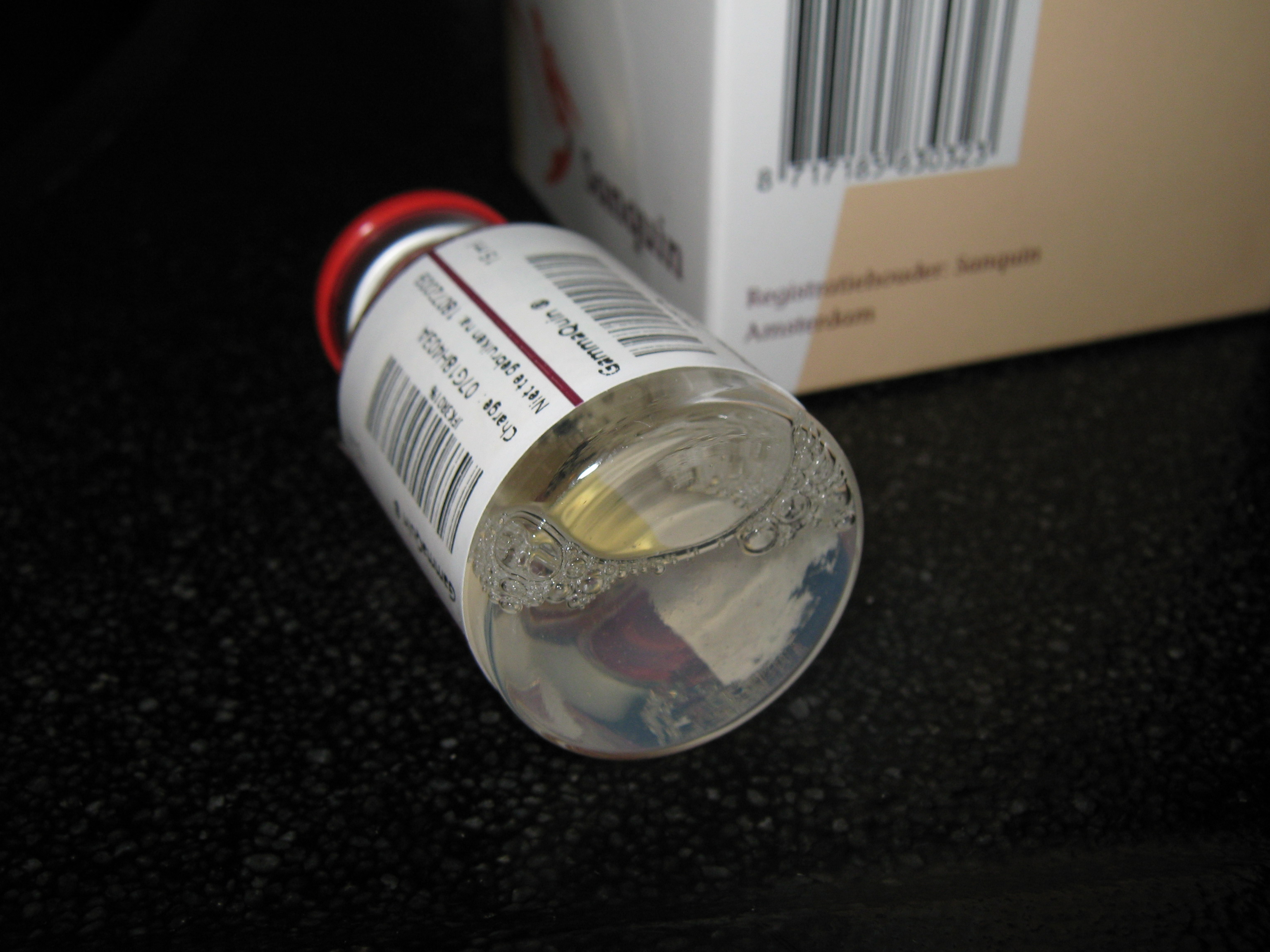
De oplossing zelf is enigszins troebel, maar doorzichtig

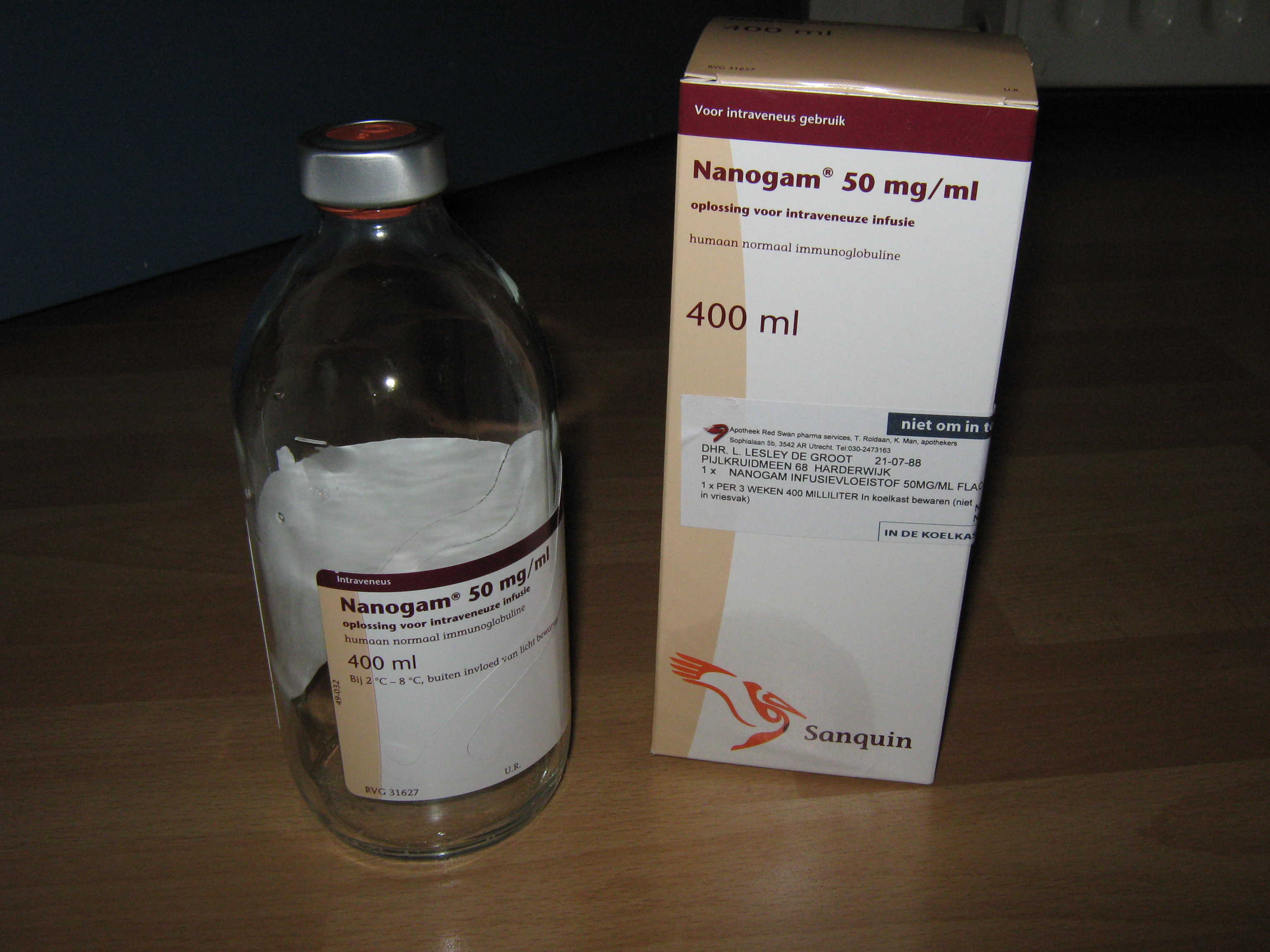
Nanogam, de intraveneuze versie van de immunoglobulinen

Agammaglobulinemie resp. hypogammaglobulinemie soms ook Common variable immunodeficiency (CVID) zijn aandoeningen waarbij geen, respectievelijk te weinig immunoglobuline wordt aangemaakt. Gammaglobuline is de verzamelnaam voor de eiwitten die functioneren als antistoffen tegen bacteriën en virussen.
Sommige mensen hebben een stoornis in het aanmaken van antistoffen tegen bacteriën en virussen. Deze antistoffen moeten ervoor zorgen dat de bacteriën en virussen die het lichaam binnendringen worden herkend en opgeruimd. Antistoffen maken iemand "immuun" voor een infectie.
Wanneer het lichaam helemaal geen antistoffen maakt (agammaglobulinemie) of te weinig antistoffen (hypogammaglobulinemie), ontstaan er frequent infecties. Bronchitis, longontsteking en kaakholteontsteking komen vaak voor bij patiënten met een hypogammaglobulinemie. Ook zijn er regelmatig darminfecties en diarree.
Bij ongeveer de helft van de patiënten is de ziekte aangeboren; bij de andere helft wordt de diagnose pas op latere leeftijd gesteld. Ook bij patiënten met bepaalde bloedziekten kan als gevolg daarvan hypogammaglobulinemie ontstaan.
Behandeling van hypogammaglobulinemie vindt plaats door regelmatige toediening van immunoglobulinen via een infuus.
Ook bestaat er een behandeling met subcutane (onderhuidse) toediening van immunoglobulinen.
Een aanzienlijk deel van de volwassen patiënten met ernstige hypogammaglobulinemie in Nederland is onder controle in het academisch ziekenhuis Radboud. De regelmatige toediening van gammaglobuline en de controles tussendoor vinden dan plaats in een ziekenhuis bij de patiënt in de buurt.

## Thuisbehandeling
Voor patiënten die al jaren met succes behandeld worden, bestaat er een thuisbehandeling. Het komt in principe op hetzelfde neer, een infuus, maar dan thuis een keer per week. Dit is zowel fysiek als mentaal minder aangrijpend voor de patiënt.
Als het een subcutane toediening betreft, heeft de patiënt een nog grotere bewegingsvrijheid. Hij/zij kan dan gewoon naar buiten, weg met de auto etc...

## Referentie naar aflevering House M.D.
In de aflevering Role Model wordt er een politicus binnengebracht met acute klachten, in eerste instantie luidt de diagnose aids, uiteindelijk aan het slot van de aflevering blijkt het CVID te zijn. Hierdoor krijgt de vrij onbekende ziekte toch net iets meer bekendheid. In werkelijkheid worden aids en CVID ook weleens met elkaar verward, enige verschil is dan wel, dat de aidstest gewoon negatief is, en niet fout-positief zoals in de aflevering.